# Maria Bernasconi
Pour les articles homonymes, voir Bernasconi (homonymie).
Maria Bernasconi, née le 14 septembre 1955 à Zurich (originaire de Lancy), est une femme politique suisse membre du Parti socialiste.

## Parcours politique
Élue le 24 octobre 2003 au Conseil national comme représentante du canton de Genève, elle est réélue en 2007 et en 2011. Elle décide de ne pas se représenter aux élections fédérales de 2015, pour se consacrer pleinement au poste de secrétaire générale de l'Association du personnel de la Confédération (APC) qu’elle occupe depuis janvier 2012.
Au cours de sa carrière politique, Maria Bernasconi s’est notamment engagée pour l’égalité entre femmes et hommes, pour la défense du service public et de bonnes conditions de travail pour les employés. Entre 2009 et 2011, elle préside la Commission de gestion, dont elle reste membre jusqu’en 2015.
L’interdiction des mutilations génitales féminines comme l’excision, commises en Suisse ou à l’étranger par des ressortissants de notre pays, est l’un de ses succès politiques.

## Nom
Connue jusque-là sous le nom de Maria Roth-Bernasconi, elle décide en 2013, après l'entrée en vigueur de la modification du code civil qui instaure l'égalité des époux en matière de nom, de reprendre son nom de jeune fille.